# Bryobeckettia bartlettii
Bryobeckettia bartlettii là một loài Rêu trong họ Funariaceae. Loài này được (Fife) Fife mô tả khoa học đầu tiên năm 1985.